# Marcel Faure-Beaulieu
Marcel Faure-Beaulieu, né le 27 février 1878 à Saint-Maurice (Val-de-Marne) et mort le 16 février 1959 à Paris 16e, fut un médecin français, qui exerça à l'hôpital Saint-Antoine à Paris. Il est l'auteur de la première traduction française de Le Sentiment tragique de la vie, de Miguel de Unamuno. Il entreprit cette traduction « dans les tranchées, et tandis que le fracas des canons et la vue du sang remuaient en lui le sentiment tragique de la vie ».